# 巴可公司
巴可公司（英語：Barco NV），是一家提供视频和显示解决方案的比利时公司。公司在欧洲、南北美洲及亚太地区都设有自己的市场销售、客户服务机构和生产研发基地。其业务包括有激光投影机、LED显示屏、平板显示器、LCD及LED视频墙、医用显示器、视频投影器等。
巴可公司的公司总部位于比利时科特赖克，此外在欧洲、北美和亚太地区都有研发及销售中心。2016年他在全球90个国家共有3500名以上的员工，销售额达到11.02亿欧元。

## 市场
巴可公司市场目标是基于大屏幕显示的解决方案，应用于生命医学领域的显示解决方案和可视化监测系统的解决方案，并聚力于控制室系统、模拟仿真和虚拟现实系统、演出与会展系统、媒体与娱乐系统、数字电影系统、空中交通管制系统、国防与安全、医疗成像系统、航空电子设备、纺织品和食品分类市场。

## 历史
1934年，创始人在比利时波珀灵厄市成立巴可公司，从美国进口元器件装配收音机，因此公司命名为“比利时美国收音机公司”（Belgian American Radio Corporation），简称Barco。1949年，巴可生产出它的第一台电视机。1981年，巴可生产第一台投影机。1986年，巴可电子公司和巴可工业公司分别于1986和1987在布鲁塞尔证券交易所上市交易。1996年，巴可发布第一台医疗显示器。2003年，巴可和北京利亚德成立全合资公司，专注全彩LED市场；2006年巴可公司将股权全部收购。2014年，巴可公司将其控股的巴可矩形（Barco Orthogon）卖给美国上市公司Exelis。2015年，巴可公司的防务及航空部分卖给美国Esterline科技公司。而Esterline公司又於2019年被TransDigm公司收購。並正式更名為ScioTeq公司。

## 产品
巴可公司的技术覆盖在普通X光机、数字X光机、数字乳腺机、超声诊断仪、核磁共振仪、计算机断层扫描、PACS和三维影像应用领域；以及彩色和灰阶显示器、显示卡、放射显示系统、三维应用软件和软拷贝技术等。